# Список номинантов на премию «Национальный бестселлер» 2012 года
Список номинантов на премию «Национальный бестселлер», попавших в длинный список, короткий список (финалисты) и ставшего победителем (лауреатом) премии «Национальный бестселлер» в сезоне 2012 года.
Список представлен в следующем виде — победители; короткий список (финалисты), кроме победителей; длинный список — кроме победителей и финалистов.
Для финалистов и победителя в скобках указано сколько баллов набрало данное произведение по итогам голосования членов большого жюри за произведения из длинного списка для их отбора в финал. Произведение, набравшее наибольшее количество баллов по итогам голосования за произведения из длинного списка, чаще всего, но не всегда, становилось победителем.
Произведения в длинном списке упорядочены по фамилиям их авторов, произведения в коротком списке — по количеству набранных ими баллов при голосовании за произведения из длинного списка.

## Победитель
1. Александр Терехов, «Немцы» (12 баллов).

## Короткий список
1. Лидский Владимир, «Русский садизм» (7 баллов).
2. Лорченков Владимир, «Копи Царя Соломона» (7 баллов).
3. Степнова Марина, «Женщины Лазаря» (7 баллов)[4].
4. Носов Сергей, «Франсуаза, или Путь к леднику» (6 баллов).
5. Старобинец Анна, «Живущий» (6 баллов).

## Длинный список
1. Абузяров Ильдар, «Агробление по-олбански»
2. Афлатуни Сухбат, «Жало»
3. Ахмедова Марина, «Дневник смертницы. Хадижа»
4. Бенигсен Всеволод, «ВИТЧ»
5. Богатырева Ирина, «Товарищ Анна»
6. Буйда Юрий, «Жунгли»
7. Бычков Андрей, «В поисках тьмы»
8. Вагнер Яна, «Вонгозеро»
9. Васильева Екатерина, «Камертоны Греля»
10. Гаврилов Анатолий, «Вопль впередсмотрящего»
11. Ганиева Алиса, «Праздчиная гора»
12. Григоренко Александр, «Мэбэт. История человека тайги»
13. Данилов Дмитрий, «Описание города»
14. Измайлов Наиль, «Убыр»
15. Крусанов Павел, «Ворон белый»
16. Кузнецов Сергей, «Живые и взрослые»
17. Лекух Дмитрий, «Туман на родных берегах»
18. Лихой Упырь, «Россия, возродись!»
19. Лукас Ольга, Андрей Степанов, «Эликсир князя Собакина»
20. Маврин Алексей, «Псоглавцы»
21. Мамлеев Юрий, «После конца»
22. Микушевич Владимир, «Таков ад»
23. Невинный Пантелеймон, «Жизнь и опыты Пантелеймона Невинного, порнографа»
24. Никитин Алексей, «Истеми»
25. Никитин Алексей, «Маджонг»
26. Отрошенко Владислав, «Языки Нимродовой башни»
27. Пелевин Виктор, «S.N.U.F.F.»
28. Погодина Ольга-Кузьмина, «Адамово яблоко»
29. Репина Екатерина, «Те самые люди, февраль и кофеин»
30. Рубанов Андрей, «Боги богов»
31. Сенчин Роман, «Информация»
32. Сергеев Слава, «Москва нас больше не любит»
33. Соколовская Наталия, «Любовный канон»
34. Тарковский Михаил, «Распилыш»
35. Шевкунов Тихон, «Несвятые святые и другие рассказы»
36. Штемлер Илья, «Нюма, Самвел и собачка Точка»